# 6180 Bystritskaya
A 6180 Bystritskaya (ideiglenes jelöléssel 1986 PX4) a Naprendszer kisbolygóövében található aszteroida. Ljudmila Ivanovna Csernih fedezte fel 1986. augusztus 8-án.